# California King Bed
"California King Bed" là một bài hát của nữ ca sĩ người Barbados Rihanna nằm trong album phòng thu thứ năm của cô, Loud (2010). Bài hát do Andrew Harr, Jermaine Jackson, Priscilla Renea, Alex Delicata sáng tác và được sản xuất bởi bộ đôi Harr & Jackson dưới cái tên chung, The Runners. "California King Bed" là bản power ballad thuộc thể loại rock và R&B. Bài hát sử dụng âm thanh đến từ guitar điện và phím piano dịu nhẹ, với lời bài hát kể về một cặp đôi tuy vẫn luôn gần gũi khi yêu nhau nhưng lại xa cách về mặt cảm xúc. Hãng đĩa Def Jam Recordings phát hành "California King Bed" làm đĩa đơn cho Loud vào ngày 13 tháng 5 năm 2011, sau khi ca khúc được Rihanna lựa chọn từ một cuộc khảo sát với người hâm mộ trên Twitter.
"California King Bed" nhận được những đánh giá trái chiều từ giới chuyên môn. Một số nhà phê bình đánh giá cao giọng hát của Rihanna và so sánh với bài hát "S&M" của cô, trong khi một số thì lại chê trách ca khúc khó nghe và là "sai lầm lớn của ballad". Về mặt thương mại, "California King Bed" vươn lên dẫn đầu bảng xếp hạng âm nhạc tại Ba Lan và Slovakia; đạt top 5 tại các quốc gia như Úc, Áo, Cộng hòa Séc, New Zealand, Bồ Đào Nha và đạt top 10 tại nhiều quốc gia ở châu Âu. Tại Hoa Kỳ, "California King Bed" vươn lên top 40 của Billboard Hot 100 và đứng đầu bảng xếp hạng Dance Club Songs. Hiệp hội Công nghiệp Ghi âm Hoa Kỳ chứng nhận cho ca khúc đĩa 2× Bạch kim.
Anthony Mandler phụ trách đạo diễn video âm nhạc của "California King Bed" và Nathan Owens đóng vai bạn trai của Rihanna. Nội dung của MV lấy chủ đề lãng mạn bên căn nhà ven bờ biển cao cấp, cho thấy thoạt đầu Rihanna vừa ca hát vừa cùng người yêu nằm âu yếm trên giường cỡ lớn. Sau đó, cô và bạn trai cách xa nhau "một vạn dặm" ở hai phía bên giường. Các cây viết chuyên môn ca ngợi video âm nhạc "California King Bed" về mặt thẩm mỹ, diễn xuất biểu cảm của Rihanna và tính nhất quán với chủ đề bài hát. Rihanna từng trình diễn "California King Bed" tại ACM Awards, American Idol và loạt "Toyota Concert Series" của Today. Nữ ca sĩ còn biểu diễn bài hát cho chiến dịch thương mại "100 Years of Skin Care" của Nivea và đưa ca khúc vào danh sách tiết mục ở chuyến lưu diễn Loud Tour (2011).

## Bối cảnh và sản xuất

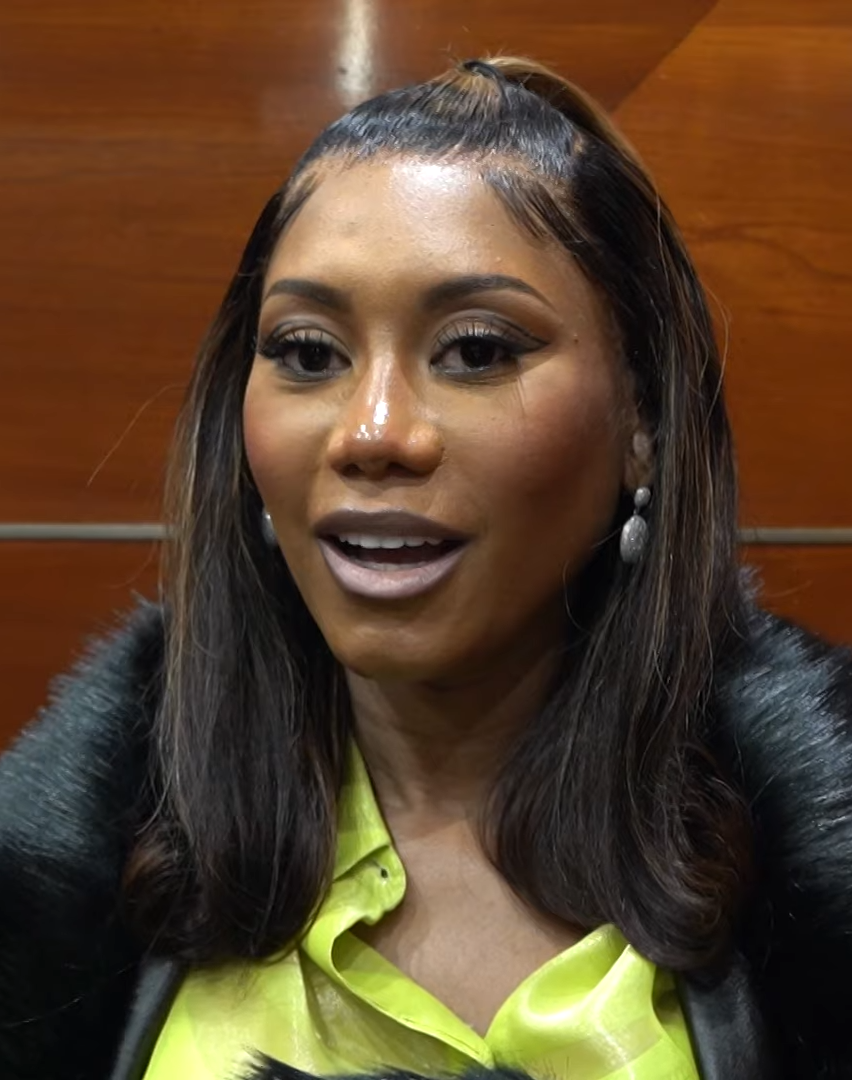
Priscilla Renea (hình) đã viết "California King Bed" trong 10 phút khi đang mua sắm nội thất trực tuyến.

Đầu năm 2010, Rihanna trở thành giám đốc sản xuất cho album phòng thu thứ năm, Loud. Cô thực hiện thu âm album tại các thành phố Paris, New York và Los Angeles trong lúc vẫn còn đi lưu diễn. Rihanna từng tổ chức một đội ngũ nhạc sĩ tại California để sáng tác khoảng 200 bài hát cho Loud. Đến cuối cùng, "California King Bed" trở thành một trong 11 bài hát được chọn đưa vào album mới. Sau khi ăn mừng Loud đạt chứng nhận Bạch kim từ việc bán được 1 triệu bản tại Hoa Kỳ, Rihanna mở một cuộc thăm dò vào ngày 1 tháng 3 năm 2011 trước 3,7 triệu người theo dõi trên Twitter và nhờ họ giúp cô lựa chọn đĩa đơn tiếp theo cho Loud. Cô bảo rằng sẽ quay một video âm nhạc trong vòng vài tuần tới. Sau nhiều lời đề nghị từ giới mộ điệu, Rihanna đã thu hẹp lựa chọn xuống còn bốn bài hát: "Man Down", "California King Bed", "Cheers (Drink to That)" và "Fading". Hai đĩa đơn "California King Bed" và "Man Down" được ấn định phát hành trước.
Quá trình thu âm "California King Bed" được thực hiện tại phòng thu We The Best ở Miami và Burst HQ ở Wisconsin. Trước khi nhạc sĩ Priscilla Renea có mặt tại We The Best để sáng tác thì bộ đôi nhà sản xuất The Runners đã chuẩn bị sẵn toàn bộ hợp âm và mọi thứ về bài hát. Nữ nhạc sĩ nghe thử, nhận lấy tập tin mà họ gửi cho cô và vào phòng làm việc. Cùng thời điểm, Renea có dự định chuyển sang Los Angeles nên cô đã tranh thủ thời gian đó đi mua sắm nội thất trực tuyến. Đột ngột, thành viên Jermaine Jackson của The Runners bước vào phòng hỏi "cô có gì chưa?" khiến cho nữ nhạc sĩ bối rối. Nhìn lên màn hình máy tính, Renea chợt nghĩ ra được nhan đề bài hát "California King Bed" kèm theo ý tưởng. Cô bắt tay sáng tác ca khúc nhanh trong mười phút. Ban đầu The Runners dự định giao "California King Bed" cho Kelly Clarkson, nhưng họ đổi ý đưa lại cho Rihanna. Renea chia sẻ rằng, "Tôi từng làm việc với cô ấy trong phòng thu nhiều lần rồi, nhưng ['California King Bed'] mới chính là điểm khởi đầu cho cuộc hành trình giữa tôi với [Rihanna]."

## Nhạc và lời
"California King Bed" là bài hát do hai thành viên của The Runners gồm Andrew Harr và Jermaine Jackson sáng tác cùng với Priscilla Renea và Alex Delicata. Kuk Harrell đảm nhận công việc sản xuất giọng hát. Renea thể hiện phần giọng bè, còn Delicata thì đánh nhạc cụ guitar điện và acoustic. Theo như bản phổ nhạc do Alfred Publishing Co., Inc. đăng tải trên trang Musicnotes.com, "California King Bed" mang tiết tấu chậm vừa gồm 92 nhịp mỗi phút. Bài hát sử dụng hợp âm gốc Sol trưởng với tiến trình hợp âm G/B–C2 ba lần nối với G5–D/F♯ ở đoạn phân khúc. Trước điệp khúc, tiến trình hợp âm của bài hát là Em–C ba lần nối với G–D. Phần điệp khúc lẫn đoạn nhạc dạo trước đoạn bridge của "California King Bed" sử dụng hợp âm G–D/F♯–Em7–C(9). Quãng giọng của Rihanna trong bài hát trải rộng từ nốt trầm nhất là G3 đến nốt cao nhất là C5.
"California King Bed" là một bản power ballad thuộc thể loại rock và R&B. Emily Mackay của NME cho biết ngoài guitar điện ra thì bài hát còn sử dụng các nhạc cụ bộ dây với âm thanh "kèn kẹt" và piano "dịu nhẹ u sầu". Ở giữa phần điệp khúc và bridge là một đoạn guitar solo "trầm lắng". Nhà báo Sandra Sperounes trên Edmonton Journal cảm nhận phân đoạn độc tấu này là một "giai điệu kỳ lạ" từ thể loại celtic rock. Một số cây bút so sánh chất liệu và giọng hát thể hiện của Rihanna trong "California King Bed" với Taylor Swift. Mackay thì để ý bài hát giống với "If I Were a Boy" (2008) của Beyoncé.
Nội dung bài hát "California King Bed" nói về cảm giác chia tay: dù hai người vẫn ở gần nhau về mặt thể xác nhưng lại cảm thấy xa cách về mặt cảm xúc. Trong bài hát, cặp câu đối nghịch "We were always that close" và "It feels like more than distance between us" cho thấy cặp đôi tuy vẫn luôn gần gũi và yêu nhau nhưng về mặt cảm xúc, người phụ nữ cảm thấy kể cả khi đưa tay lên thì cô vẫn không thể chạm đến người cô yêu. Ca từ của "California King Bed" chứa tổng cộng 10 bộ phận cơ thể con người: cánh tay, má, ngực, mắt, ngón tay, môi, mũi, lòng bàn tay, ngón chân và cổ tay. Trong đó, 7 bộ phận xuất hiện ở phân khúc đầu tiên. Robert Copsey trực thuộc Digital Spy cho biết ở đoạn điệp khúc, nữ ca sĩ để thể hiện quãng giọng xuất sắc vượt ngoài khả năng ca hát tự nhiên của cô. Adam R. Holz từ Plugged In nhận xét rằng trong bài hát, người phụ nữ châm biếm dấu vết mối quan hệ tình dục trên giường và tự hỏi liệu người đàn ông có yêu cô vì sự yếu đuối cảm xúc của mình không.

## Đánh giá chuyên môn
"California King Bed" nhận được những phản hồi trái chiều từ giới chuyên môn. Nhiều nhà phê bình tán dương "California King Bed" là một bản power ballad hoành tráng, cùng với giọng ca đầy nội lực của Rihanna trong bài hát. Trong hai bài đánh giá album Loud, Andy Gill từ The Independent và Alasdair Duncan từ Rave đều dành lời khen và lựa chọn "California King Bed" là một bài hát cần thiết. Ryan Dombell của Pitchfork ví bài hát giống "I Don't Want to Miss a Thing" nhưng chất âm được tinh chỉnh để có thể đưa bài hát trở thành một bản nhạc phim hài lãng mạn của Kate Hudson. Tác giả Daniel Brockman soạn báo The Phoenix cho rằng "California King Bed" là một "bài hát êm dịu và không có ý làm mếch lòng." Stacey Anderson bên Spin đánh giá bài hát tích cực và ghi nhận rằng về mặt ca từ thì Rihanna truyền tải tốt. Scott Shetler viết cho PopCrush tán dương "California King Bed" nhờ vào giai điệu ballad tiết tấu chậm rãi và cho rằng "nghe một bài hát được gây dựng từ giọng hát ấn tượng mạnh mẽ của [Rihanna] thật dễ chịu."
Cây viết Robert Copsey từ Digital Spy cho biết tuy "California King Bed" đã rời khỏi giai điệu nhạc sàn điên cuồng và ca từ khiêu khích như ở đĩa đơn "S&M" lần trước, nhưng bài hát vẫn đem lại âm thanh mạnh mẽ và mãnh liệt. Biên tập viên Thomas Conner từ Chicago Sun-Times đúc kết rằng "âm đàn dây acoustic của 'California King Bed' đã tôn lên đoạn điệp khúc chia tay mang tính điện ảnh và tầm cỡ như sáng tác của nhạc sĩ Diane Warren." Nadine Cheung viết cho AOL Radio Blog khẳng định rằng "California King Bed" hoàn toàn khác biệt với "S&M". Trong ca khúc, Rihanna vừa nằm trên chiếc giường lớn vừa thể hiện giọng hát ngọt ngào và khao khát trước mối tình xa cách theo đúng nghĩa đen. Trên Entertainment Weekly, Henry Goldblatt cho bài hát điểm B+ và khen ngợi bài hát gợi lên tâm trạng "đau khổ không cưỡng lại được". Harrison Brocklehurst của The Tab cho rằng người hâm mộ đã lựa chọn đúng đĩa đơn trong cuộc thăm dò của Rihanna trên Twitter.
Tuy nhiên, nhiều tác giả đã từng chỉ trích "California King Bed" là một ca khúc khó nghe và có chất lượng thấp trong các bài đánh giá album Loud. Sal Cinquemani của Slant Magazine chê bai "California King Bed" là một bản nhạc "acoustic ballad tình cảm vớ vẩn vốn mang lời ca ẩn dụ khôn khéo nhưng bị dìm xuống bởi chính điệu nhạc sến súa của bài hát." Kyle Anderson từ Entertainment Weekly giải thích rằng Rihanna "không hề có chất giọng phù hợp để trở thành một người hát tình ca, khiến cho chất lượng một bài hát thất tình như 'California King Bed' bị giảm xuống đến chạm đáy một tiếng thịch." Andy Kellman từ AllMusic và Emily Mackay từ NME phê bình bài hát nặng nề hơn khi Kellman cho rằng "California King Bed" là một bản nhạc rock "sướt mướt căng thẳng thần kinh", còn Mackay thì bảo rằng đó là "một sai lầm lớn của ballad, với phần intro acoustic quèn, piano sáo rỗng và đoạn guitar solo nhái theo Slash."

## Phát hành và diễn biến thương mại
"California King Bed" là đĩa đơn thứ sáu tại Hoa Kỳ và là đĩa đơn thứ tư ở các quốc gia khác. Mặc dù trong ngày 12 tháng 3 năm 2011, Rihanna xác nhận "California King Bed" được chọn làm đĩa đơn quốc tế tiếp theo nhưng kế hoạch phát hành đã bị thay đổi tại Hoa Kỳ. "Man Down" được đưa lên đài phát thanh rhythmic tại Hoa Kỳ vào ngày 3 tháng 5 trước ngày phát hành "California King Bed" vào hôm 13, khiến cho "Man Down" và "California King Bed" lần lượt trở thành đĩa đơn thứ năm và thứ sáu trong album Loud tại Hoa Kỳ. "California King Bed" được phát hành ở định dạng tải kỹ thuật số qua nền tảng mua nhạc iTunes Store vào ngày 13 tháng 5 năm 2011. Bài hát được đưa lên đài phát thanh adult đương đại ngày 16 tháng 5 và hit đương đại vào ngày 30 tháng 5 năm 2011 tại Hoa Kỳ. "California King Bed" góp mặt trên đài phát thanh Hot/Modern/AC vào ngày 6 tháng 6 năm 2011. Ở châu Âu, ca khúc được phát hành ở định dạng đĩa đơn CD 2 track hoặc EP kỹ thuật số gồm 9 bản remix. Bức ảnh bìa "California King Bed" được chụp theo phong cách dịu dàng và lãng mạn. Hình ảnh cho thấy Rihanna đang ngồi xuống, mặc bộ đầm màu kem và miệng cô đang cắn vòng cổ quá cỡ. Nữ ca sĩ đang nhìn vào ai hay thứ gì đó. Tiêu đề đĩa đơn được đặt ở góc dưới tay trái của ảnh bìa, còn biểu tượng chữ 'R' của Rihanna thì ở phía trên tay trái.
Tại Úc, "California King Bed" ra mắt trên bảng xếp hạng ARIA Charts tuần lễ ngày 24 tháng 4 năm 2011 ở vị trí thứ 28 và vươn lên cao nhất ở vị trí thứ 4 trong hai tuần của tháng 6 năm 2011. Hiệp hội Công nghiệp ghi âm Úc (ARIA) chứng nhận cho bài hát đĩa 2× Bạch kim tương ứng 140.000 bản tiêu thụ. "California King Bed" ra mắt ở hạng 18 vào ngày 18 tháng 4 năm 2011 tại bảng xếp hạng đĩa đơn ở New Zealand và cũng đạt hạng cao nhất ở vị trí thứ 4 trong hai tuần. Tại quốc gia này, bài hát được chứng nhận đĩa Vàng với khoảng trên 7.500 đơn vị. Ở Anh Quốc, "California King Bed" đạt hạng 8 trên UK Singles Chart và hạng 3 trên UK R&B Chart. Phía bên Hoa Kỳ, bài hát lọt vào bảng xếp hạng trong tuần ngày 4 tháng 6 năm 2011 ở vị trí 80 trên Billboard Hot 100 và lên được cao nhất ở hạng 37. Tạp chí Billboard xếp "California King Bed" ở hạng 47 trong danh sách bài hát Dance/Clubs cuối năm 2011. Ở các quốc gia khác, "California King Bed" vươn lên dẫn đầu bảng xếp hạng âm nhạc tại Ba Lan và Slovakia. Ca khúc đạt top 5 tại Bồ Đào Nha (2), Cộng hòa Séc (3) và Áo (4); và đạt top 10 tại Luxembourg (6), Israel (7), Đức (8), Scotland (8), Vlaanderen của Bỉ (9), Ý (10) và Thụy Sĩ (10).

## Video âm nhạc

### Bối cảnh và nội dung
Video âm nhạc của "California King Bed" được thực hiện ghi hình từ khoảng đầu tháng 3 năm 2011 tại một trường quay ở West Hollywood, Los Angeles. Rihanna tham gia ghi hình cho MV vào đúng một dịp duy nhất do lịch trình của cô bận rộn. Người cộng sự thường xuyên cùng nữ ca sĩ, Anthony Mandler, phụ trách đạo diễn cho MV "California King Bed". Ngoài ra, Mandler còn giúp Rihanna thực hiện video âm nhạc cho các đĩa đơn khác trong Loud như "Only Girl (In the World)" và "Man Down". Đạo diễn sáng tạo của MV "California King Bed" là Ciarra Pardo. Cô thiết kế kiểu giường dài đến 18 foot (5,5 m) và mang tinh chỉnh đặc biệt để có thể thực hiện cảnh quay đẩy Rihanna ra xa khỏi người đàn ông: "Trong video có cảnh [Rihanna] và chàng trai đang ở ngay cạnh nhau và vuốt ve nhau thì vài giây sau cô ấy ở mép giường bên kia."
Phỏng vấn với Jocelyn Vena trên website MTV News về quá trình làm việc với dự án MV "California King Bed", Mandler cho rằng Rihanna luôn độc đáo trong việc khắc họa hình tượng nhân vật cũng như thể hiện cảm xúc, không chỉ riêng video âm nhạc lần này: "Cô ấy nhập vai 1.000% [...] cô ấy rõ ràng muốn truyền tải khía cạnh dịu dàng và nhẹ nhàng hơn ở một nhân vật bị kẹt lại trong cuộc tình có lẽ xôn xao... Cô ấy thật sự rất đa dạng sắc màu và hợp tác cùng cô ấy là cả một hành trình." Nathan Owens vào vai diễn bạn trai của Rihanna trong MV. Trước đó còn có một người khác muốn vào vai diễn, nhưng nữ ca sĩ quyết định lựa chọn Owens là vì anh có "bộ múi xuất sắc". Một phần kinh phí thực hiện video âm nhạc được tài trợ bởi nhãn hàng chăm sóc sắc đẹp Nivea, do Rihanna là gương mặt chính cho chiến dịch kỷ niệm 100 năm của họ.

Một cảnh quay ẩn dụ trong video âm nhạc "California King Bed" cho thấy mặc dù cùng chung giường nhưng Rihanna và người cô yêu lại cách xa nhau tới một vạn dặm.

Ngày 4 tháng 5 năm 2011, Rihanna đăng tải bức hình chụp video cảnh cô đang nằm trên diễn viên nam và nhìn về phía máy quay với lời nhắn "định tweet thêm cho mọi người nhưng tôi sợ lại gặp phiền phức [như 'S&M' lần trước] cho xem! Tôi biết mọi người đang nóng lòng lắm." Video âm nhạc "California King Bed" chính thức được công chiếu vào ngày 9 tháng 5 năm 2011 trên trang web Vevo chính thức của Rihanna. MV lấy chủ đề lãng mạn bên căn nhà ven bờ biển cao cấp và lộng gió, kèm theo kỹ thuật chiếu sáng dịu nhẹ và hiệu ứng chuyển động chậm nhằm khắc họa tâm trạng của cốt truyện. Nội dung bắt đầu bằng cảnh Rihanna nằm trên bãi cỏ, rồi đến cảnh cô đi dạo ở bãi biển bát ngát. Ban đầu, Rihanna và người yêu nằm âu yếm nhau trên giường cỡ lớn như "ngực kề ngực" trong lời bài hát. Tuy nhiên không bao lâu sau, cả hai nằm ở hai đầu giường đối diện nhau tựa như cách xa nhau một vạn dặm về mặt ẩn dụ. Không thể chạm tay lên người yêu, Rihanna ngồi co ro một mình trên ghế bành. Xen kẽ những cảnh quay là các phân đoạn Rihanna hát bên những chiếc rèm cửa và màn che xếp nếp. Đoạn bridge là cảnh Rihanna buồn bã gào thét trong sự rối bời và dựa lưng lên bức tường đá với tông màu trắng đen.

### Đón nhận
Nhìn chung, video âm nhạc của "California King Bed" được giới chuyên môn hoan nghênh. Jillian Mapes từ tạp chí Billboard bảo rằng trong video âm nhạc của "California King Bed", Rihanna đã trở lại với thiên nhiên và tông màu giống như đĩa đơn trước kia "Only Girl (In the World)". Cô còn khen ngợi ngoại hình như vừa mới lăn lộn trên giường của Rihanna được hoàn thiện bằng bộ trang phục màu kem khiêm tốn trong video clip mát mẻ và tràn ngập ánh sáng. Brad Wete bên Entertainment Weekly nhận xét rằng "thay vì hoàn toàn để bị đối phương điều khiển [như 'S&M'] thì ở video âm nhạc ['California King Bed'], cô ấy cho thấy cảm xúc dễ tổn thương, còn để ngỏ và phân vân. Video đem lại cảm giác của 'King Bed,' chưa kể đến lại còn rối bời." Jessica Sinclair từ Long Island Press ca ngợi góc cạnh nhục dục của Rihanna.
Một tác giả HuffPost đưa ra lời kết rằng: "Trong video 'California King Bed' mới, ngôi sao nhạc pop người Barbados đang thể hiện nhịp sống lại và cho thấy khía cạnh nhạy cảm của cô ấy. Cô ấy đã giữ cao tông giọng và mang tâm hồn chịu đựng mối quan hệ rắc rối. Bối cảnh được lấy hoàn toàn trong một căn phòng ngoài trời có tấm pallet màu hồng lộng lẫy hướng về phía bãi biển. Những ngọn gió cuốn trôi và thổi tung những tấm rèm một cách ngoạn mục xung quanh cô ca sĩ đang đau khổ vì tình." Amber Katz chấp bút cho trang MTV Buzzworthy Blog so sánh MV "California King Bed" với "Big Girls Don't Cry" của Fergie và cho rằng cả hai đều "có tiết tấu vừa, âm thanh trữ tình và được ghi hình ở bối cảnh trong nhà với nghệ thuật lấy nét mềm." Katz đặc biệt tán dương chiếc giường trong video vì "rất có vibe của vùng Caribe, đậm chất Barbados quê nhà của Rihanna và không nghi ngờ gì được." Nicole Eggenberger từ tạp chí OK! và Eleanor Young từ Marie Claire nhận xét rằng video sử dụng nhiều yếu tố hấp dẫn giới tính, khác xa so với các MV cũ của Rihanna.

## Biểu diễn trực tiếp và sử dụng

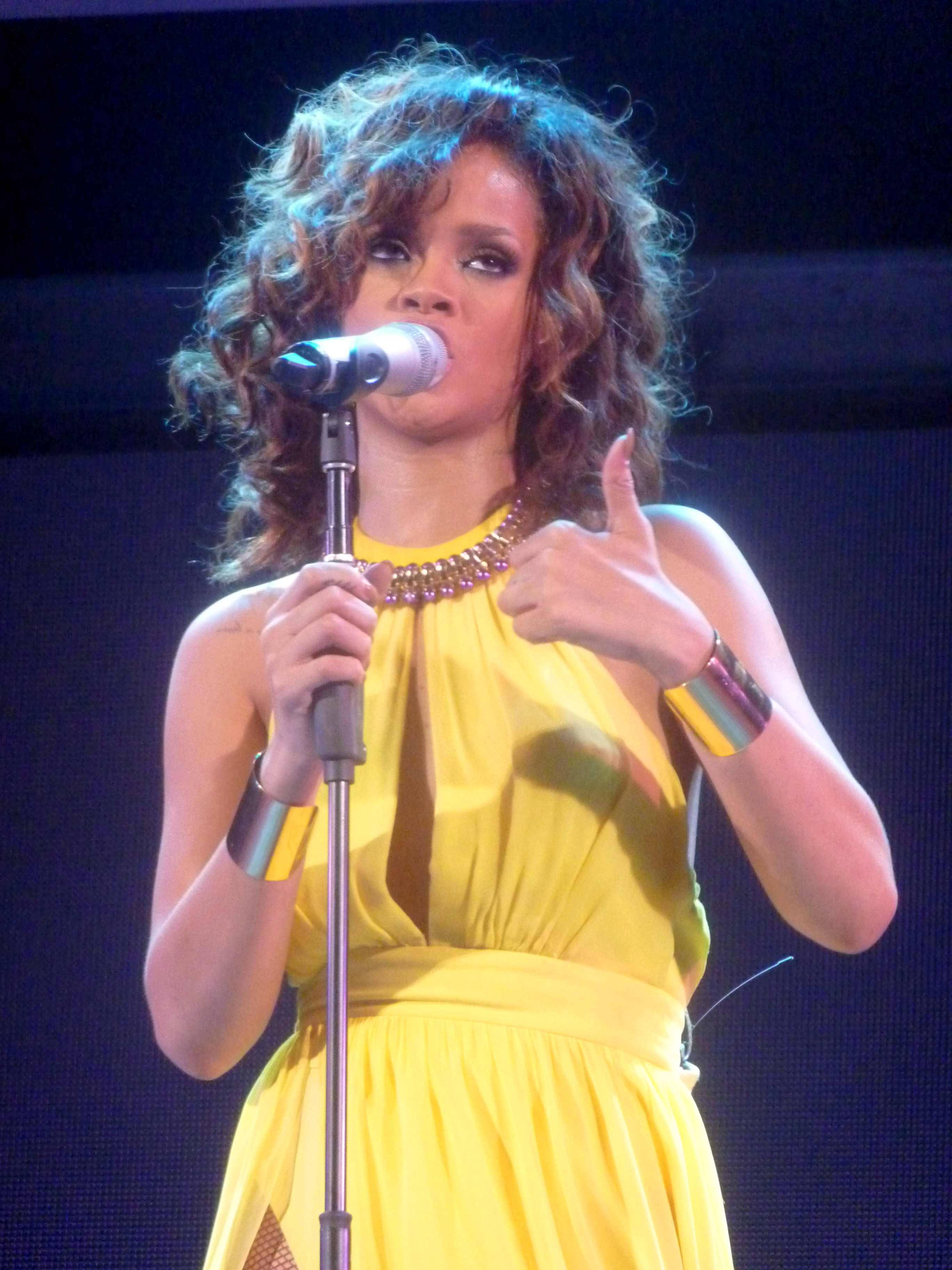
Rihanna biểu diễn "California King Bed" ở Loud Tour tại Paris năm 2011.

Trước buổi trình diễn "California King Bed" đầu tiên, Rihanna yêu cầu nhà thiết kế mẫu tóc Ursula Stephen thay cho cô kiểu tóc pixie cut. Nữ ca sĩ lần đầu trình diễn "California King Bed" theo phong cách nhạc đồng quê cùng giọng ca chính của Sugarland, Jennifer Nettles, tại giải ACM Awards do Viện hàn lâm Nhạc đồng quê chủ trì vào ngày 3 tháng 4 năm 2011. Cô trở thành khách mời đặc biệt trong loạt American Idol mùa 10 vào ngày 14 tháng 4 năm 2011. Tại đó, Rihanna mặc chiếc váy màu hồng đầy họa tiết với phần thân dài đến chạm sàn. Cô bước ra từ phía sau tấm rèm cao từ trần nhà đến sân khấu và cất tiếng hát "California King Bed". Cây bút Kara Warner của MTV News tán tụng buổi biểu diễn và bảo rằng nữ ca sĩ đã "khuấy động cả trường quay bằng phần trình diễn siêu nhiên". Một nhà phê bình bên Rolling Stone cũng đánh giá tích cực và cảm nhận rằng Rihanna cùng các vũ công "đang vuốt ve những mảnh vải lớn tuy gần giống như tấm ga trải giường nhưng cũng trông hơi giống những dải giấy vệ sinh khổng lồ treo lủng lẳng trên trần nhà."
Tháng 3 năm 2011, Rihanna được bổ nhiệm làm phát ngôn viên cho chiến dịch thương mại "100 Years of Skin Care" của Nivea, trong đó "California King Bed" được sử dụng làm nhạc quảng cáo. Nữ ca sĩ trình diễn bài hát tại các sự kiện riêng tư thuộc khuôn khổ chiến dịch quảng bá công ty ở một số thành phố bên châu Âu vào tháng 5 năm 2011 như tại Hamburg, Milan và Paris. Ngày 27 tháng 5 năm 2011, Rihanna trình diễn "California King Bed" ở loạt "Toyota Concert Series" của chương trình Today phát sóng trên đài NBC tại New York cùng ba ca khúc trong Loud đứng đầu bảng xếp hạng Billboard Hot 100 như "Only Girl (In the World)", "What's My Name?" và "S&M". Ngoài ra, Rihanna từng đưa "California King Bed" vào tiết mục chương trình lưu diễn Loud Tour (2011) của cô. Hai thí sinh Pia Toscano và Stefano Langone từ American Idol mùa 10 đã hát lại ca khúc trong một đêm diễn. Rapper người Mỹ Snoop Dogg phát hành video âm nhạc và bản phối lại không chính thức của bài hát với phân đoạn rap do anh sáng tác.

## Danh sách bài hát
| - Tải kỹ thuật số 1. "California King Bed" – 4:11 - CD (2 track) 1. "California King Bed" – 4:11 2. "S&M" (Sidney Samson club remix) – 6:48 | - Tải kỹ thuật số (remix) 1. "California King Bed" (DJ Chus & Abel Ramos radio) – 3:27 2. "California King Bed" (the Bimbo Jones radio) – 3:13 3. "California King Bed" (Bassjackers radio) – 3:19 4. "California King Bed" (DJ Chus & Abel Ramos club mix) – 6:07 5. "California King Bed" (the Bimbo Jones club mix) – 6:08 6. "California King Bed" (Bassjackers club mix) – 5:01 7. "California King Bed" (DJ Chus & Abel Ramos dub) – 6:13 8. "California King Bed" (the Bimbo Jones dub) – 6:05 9. "California King Bed" (Bassjackers dub) – 5:02 |

## Đội ngũ sản xuất
Thông tin phần ghi công được lấy từ phần ghi chú của Loud.
| Quản lý - ASCAP/BMI/Copyright Control - The Runners tham gia thay mặt cho Trac-N-Field Entertainment và We the Best Management - Kuk Harrell tham gia thay mặt cho SUGA Wuga Music, Inc. - Jeff "Supa Jeff" Villanueva tham gia thay mặt cho Trac-N-Field Entertainment | Địa điểm thu âm - Giọng hát – Burst HQ (Milwaukee, WI) - Âm nhạc – We the Best Studios (Miami, FL) - Phối trộn – The Ninja Beat Club (Atlanta, GA) |

Đội ngũ
| - Sáng tác – Priscilla Renea, Alex Delicata, Jermaine Jackson, Andrew Harr - Sản xuất – The Runners - Sản xuất giọng hát – Kuk Harrell - Thu âm giọng hát – Kuk Harrell, Josh Gudwin, Marcos Tovar - Hỗ trợ thu âm giọng hát – Kyle White - Thu âm phần nhạc – Jeff "Supa Jeff" Villanueva | - Trộn âm – Phil Tan - Kỹ thuật bổ sung và hỗ trợ – Damien Lewis - Guitar điện/acoustic – Alex Delicata - Bass – Eric England - Giọng hát bè – Priscilla Renea |

## Bảng xếp hạng
| Bảng xếp hạng (2011)                | Vị trí cao nhất |
| ----------------------------------- | --------------- |
| Úc (ARIA)                           | 4               |
| Áo (Ö3 Austria Top 40)              | 4               |
| Bỉ (Ultratop 50 Flanders)           | 9               |
| Bỉ (Ultratop 50 Wallonia)           | 26              |
| Brasil (Billboard Brasil Hot 100)   | 12              |
| Brasil Hot Pop Songs                | 4               |
| Canada (Canadian Hot 100)           | 20              |
| CIS (Tophit)                        | 137             |
| Cộng hòa Séc (Rádio Top 100)        | 3               |
| Đan Mạch (Tracklisten)              | 30              |
| Pháp (SNEP)                         | 30              |
| Đức (GfK)                           | 8               |
| Hungary (Rádiós Top 40)             | 17              |
| Ireland (IRMA)                      | 11              |
| Israel (Media Forest)               | 7               |
| Ý (FIMI)                            | 10              |
| Luxembourg (Billboard)              | 6               |
| Hà Lan (Dutch Top 40)               | 9               |
| Hà Lan (Single Top 100)             | 19              |
| New Zealand (Recorded Music NZ)     | 4               |
| Ba Lan (Polish Airplay Top 100)     | 1               |
| Bồ Đào Nha (Billboard)              | 2               |
| Romania (Romanian Top 100)          | 19              |
| Scotland (OCC)                      | 8               |
| Slovakia (Rádio Top 100)            | 1               |
| Hàn Quốc Foreign (Circle)           | 41              |
| Thụy Điển (Sverigetopplistan)       | 31              |
| Thụy Sĩ (Schweizer Hitparade)       | 10              |
| Anh Quốc (OCC)                      | 8               |
| Anh Quốc R&B (OCC)                  | 3               |
| Ukraina Airplay (Tophit)            | 40              |
| Hoa Kỳ Billboard Hot 100            | 37              |
| Hoa Kỳ Dance Club Songs (Billboard) | 1               |
| Hoa Kỳ Pop Airplay (Billboard)      | 18              |

| Bảng xếp hạng (2011)                | Vị trí |
| ----------------------------------- | ------ |
| Úc (ARIA)                           | 61     |
| Áo (Ö3 Austria Top 40)              | 49     |
| Bỉ (Ultratop 50 Flanders)           | 71     |
| Canada (Canadian Hot 100)           | 90     |
| Đức (Official German Charts)        | 68     |
| Hà Lan (Dutch Top 40)               | 55     |
| Hà Lan (Single Top 100)             | 80     |
| New Zealand (Recorded Music NZ)     | 43     |
| Thụy Điển (Sverigetopplistan)       | 100    |
| Thụy Sĩ (Schweizer Hitparade)       | 59     |
| Anh Quốc (OCC)                      | 79     |
| Ukraina Airplay (TopHit)            | 147    |
| Hoa Kỳ Dance Club Songs (Billboard) | 47     |

## Chứng nhận
| Quốc gia | Chứng nhận  | Số đơn vị/doanh số chứng nhận |
| --- | ----------- | ----------------------------- |
| Úc (ARIA) | 2× Bạch kim | 140.000^                      |
| Brasil (Pro-Música Brasil) | Kim cương   | 250.000‡                      |
| Đan Mạch (IFPI Đan Mạch) | Vàng        | 45.000‡                       |
| Đức (BVMI) | Vàng        | 250.000‡                      |
| Ý (FIMI) | Bạch kim    | 30.000*                       |
| Nhật Bản (RIAJ) | Vàng        | 100.000*                      |
| New Zealand (RMNZ) | Vàng        | 7.500*                        |
| Thụy Điển (GLF) | Bạch kim    | 20.000‡                       |
| Thụy Sĩ (IFPI) | Vàng        | 15.000^                       |
| Anh Quốc (BPI) | Bạch kim    | 600.000‡                      |
| Hoa Kỳ (RIAA) | 2× Bạch kim | 2.000.000‡                    |
| * Chứng nhận dựa theo doanh số tiêu thụ. ^ Chứng nhận dựa theo doanh số nhập hàng. ‡ Chứng nhận dựa theo doanh số tiêu thụ và phát trực tuyến. |             |                               |

## Lịch sử phát hành
| Khu vực  | Ngày phát hành      | Định dạng | Phiên bản | Hãng đĩa  | Nguồn   |
| -------- | ------------------- | --- | --------- | --------- | ------- |
| Đan Mạch | 13 tháng 5 năm 2011 | Tải kỹ thuật số                                                                                                  | Gốc       | Def Jam   | [ 48 ]  |
| Ý        | 13 tháng 5 năm 2011 | Tải kỹ thuật số                                                                                                  | Gốc       | Def Jam   | [ 149 ] |
| Ý        | 13 tháng 5 năm 2011 | Đài phát thanh                                                                                                   | Gốc       | Universal | [ 150 ] |
| Hà Lan   | 13 tháng 5 năm 2011 | Tải kỹ thuật số                                                                                                  | Gốc       | Def Jam   | [ 49 ]  |
| Hoa Kỳ   | 30 tháng 5 năm 2011 | Đài phát thanh hit đương đại                                                                                     | Gốc       | Def Jam   | [ 51 ]  |
| Hoa Kỳ   | 6 tháng 6 năm 2011  | Đài phát thanh adult contemporary Đài phát thanh hot adult contemporary Đài phát thanh modern adult contemporary | Gốc       | Def Jam   | [ 50 ]  |
| Đức      | 24 tháng 6 năm 2011 | CD | 2 track   | Universal | [ 52 ]  |
| Hoa Kỳ   | 19 tháng 7 năm 2011 | Tải kỹ thuật số                                                                                                  | Remix     | Def Jam   | [ 53 ]  |